# Лонгтаун (Міссурі)
Лонгтаун (англ. Longtown) — селище (англ. village) в США, в окрузі Перрі штату Міссурі. Населення — 90 осіб (2020).

## Географія
Лонгтаун розташований за координатами 37°40′13″ пн. ш. 89°46′27″ зх. д. / 37.67028° пн. ш. 89.77417° зх. д. (37.670308, -89.774141).  За даними Бюро перепису населення США в 2010 році селище мало площу 0,32 км², уся площа — суходіл.

## Демографія
Згідно з переписом 2010 року, у місті мешкали 102 особи в 39 домогосподарствах у складі 30 родин. Густота населення становила 315 осіб/км².  Було 47 помешкань (145/км²).
Расовий склад населення:
| - 99,0 % — білих - 1,0 % — осіб інших рас |

До двох чи більше рас належало 0,0 %. Частка іспаномовних становила 2,0 % від усіх жителів.
За віковим діапазоном населення розподілялося таким чином: 26,5 % — особи молодші 18 років, 60,8 % — особи у віці 18—64 років, 12,7 % — особи у віці 65 років та старші. Медіана віку мешканця становила 36,7 року. На 100 осіб жіночої статі у місті припадало 100,0 чоловіків;  на 100 жінок у віці від 18 років та старших — 108,3 чоловіків також старших 18 років.
Середній дохід на одне домашнє господарство  становив 47 598 доларів США (медіана — 47 222), а середній дохід на одну сім'ю — 57 021 долар (медіана — 51 250). Медіана доходів становила 34 375 доларів для чоловіків та 35 250 доларів для жінок. За межею бідності перебувало 2,3 % осіб, у тому числі 0,0 % дітей у віці до 18 років та 0,0 % осіб у віці 65 років та старших.
Цивільне працевлаштоване населення становило 63 особи. Основні галузі зайнятості: роздрібна торгівля — 20,6 %, освіта, охорона здоров'я та соціальна допомога — 19,0 %, транспорт — 15,9 %.